# Jardins de Clara Campoamor
Els Jardins de Clara Campoamor són un parc urbà situat a l'avinguda Diagonal, 609-615, al barri de les Corts de Barcelona. Està dedicat a la figura històrica de Clara Campoamor, militant i diputada del Partit Radical durant la Segona República Espanyola, principal defensora i impulsora de l'aprovació del sufragi femení, en aquest període i per primera vegada en la història de l'Estat espanyol.

## Història
El 27 de juliol del 1994, l'Ajuntament de Barcelona aprovà la dedicació d'aquest espai urbà, que fou inaugurat el 3 de desembre del mateix any. Als anys 1990, només el 4 per cent del conjunt del dels carrers de Barcelona estaven dedicats a dones. Per tal de corregir tal desequilibri, es va optar per que, amb major quantitat, els nous espais públics fossin dedicats a personalitats del sexe femení i, així, guanyessin presència. Obrint a més l'espectre als perfils professionals, més enllà de les santes i verges que fins, al moment, havien dominat, juntament, amb les nobles i les terratinents.
L'1 d'octubre de 2024 es va inaugurar la reurbanització dels jardins amb millores d'accessibilitat, sostenibilitat i enfocament inclusiu, segons un projecte de finançament mixt entre l'Ajuntament, la Immobiliària Colonial i Merlin Properties. La data coincidia amb l'aniversari del discurs amb què Clara Campoamor va defensar el dret de vot de les dones al Congrés dels Diputats.

### Atemptat terrorista d'ETA
La matinada del 2 de novembre del 2000, un agent de la Guàrdia Urbana i un vigilant de seguretat privada foren resultats ferits lleus per l'explosió d'un cotxe bomba col·locat per un comando d'ETA a tocar dels jardins de Clara Campoamor.

## Descripció
Amb una extensió de poc més de mitja hectàrea (0,54 ha), es troba a l'illa de cases de l'avinguda Diagonal i els carrers de Gandesa, d'Europa i de Joan Güell, entre El Corte Inglés i el centre comercial de L'Illa Diagonal. Acull una àrea de jocs infantils, un parterre central amb gespa, zones de sauló i paviment dur als laterals, amb ejemplars vegetals de lledoners (Celtis australis) i palmeres de Canàries (Phoenix canariensis).

### EsculturaCiterea
A l'entrada dels jardins, a l'interior d'uns sortidors d'aigua ornamentals, hi ha situada l'escultura Citerea, feta d'acer pintat i amb un cos de 5,06 × 3,23 × 1,93 m de dimensió. Obra de l'artista María Luisa Serra Catalán, fou inaugurada el 6 de juliol del 1993. El seu nom s'inspira en el quadre Peregrinació a l'illa de Cítera, del pintor francès Jean Antoine Watteau. L'obra guanyà el concurs públic impulsat l'any 1990 per l'Ajuntament de Barcelona per tal d'embellir els espais públics del districte de les Corts, en el marc de la campanya Barcelona posa't guapa.

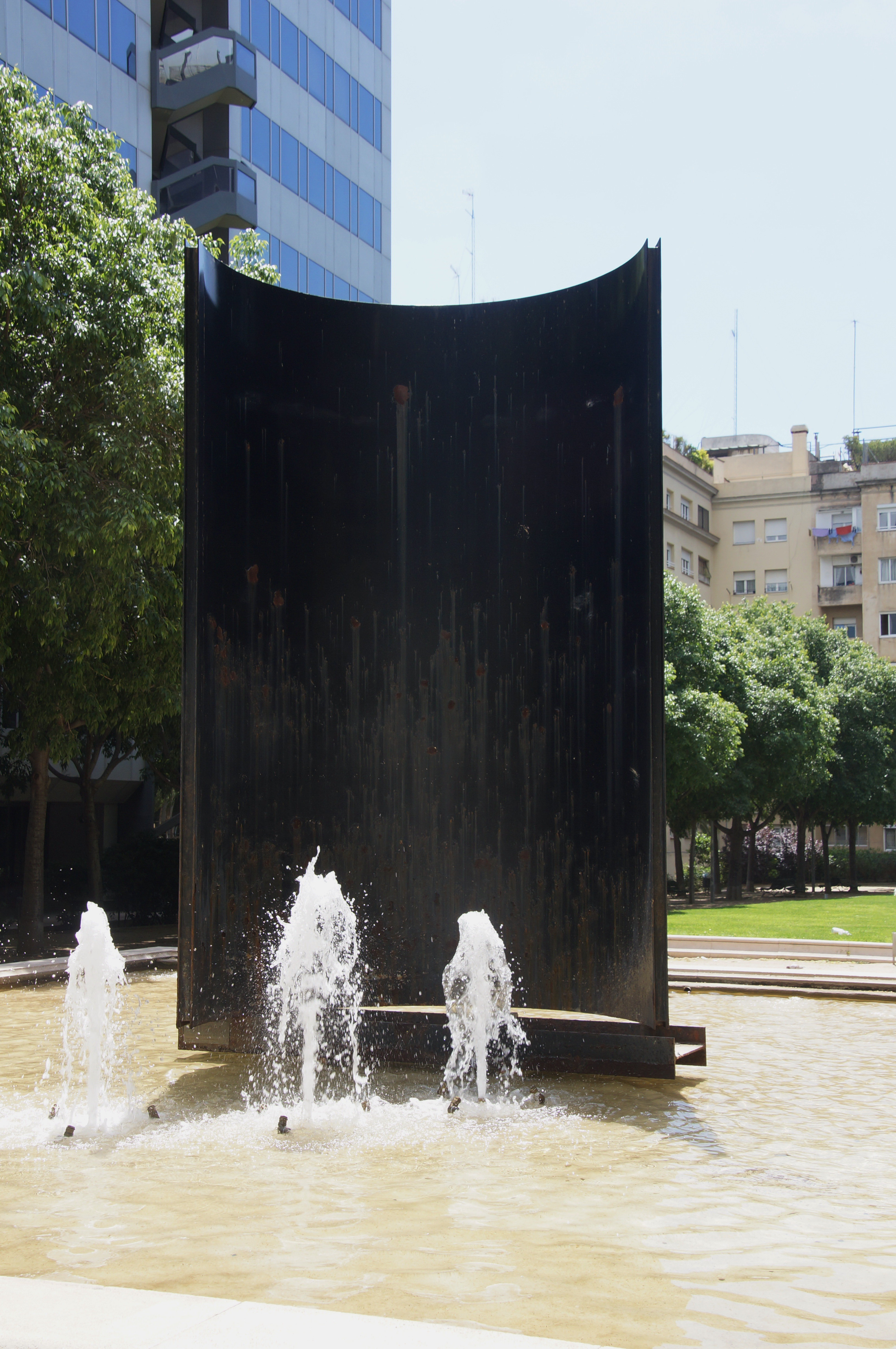
Escultura Citerea